# Ефрем (Мораитис)
Архимандри́т Ефре́м (также известен как Ефре́м Филофе́йский, греч. Εφραίμ Φιλοθεϊτης и Ефре́м Аризо́нский, греч. Εφραίμ Αριζόνας, англ. Ephraim of Arizona, в миру Иоа́ннис Мораи́тис, греч. Ιωάννης Μωραΐτης; 24 июня 1928, Волос — 7 декабря 2019, Монастырь Святого Антония, Аризона) — священнослужитель Американской архиепископии Константинопольской православной церкви, архимандрит, миссионер.
Послушник и ученик афонского старца Иосифа Исихаста. Трудами архимандрита Ефрема возрождена монашеская жизнь в ряде афонских скитов, им также основано 19 обителей в США и Канаде.

## Биография
В первые годы немецкой оккупации Греции, когда Иоаннису пришлось ради заработка оставить школу, в одном из приходских храмов города Волоса он встретил иеромонаха-афонита, некогда принадлежавшего к братству прославленного подвижника Иосифа Исихаста. Как позднее вспоминал Ефрем: «Я избрал его своим духовным отцом и, благодаря его беседам и советам, вскоре начал чувствовать, как сердце мое удаляется от мира и устремляется к Святой Горе. Особенно когда он мне рассказывал о жизни старца Иосифа, что-то зажигалось во мне и пламенными становились моя молитва и желание поскорее узнать его. Когда наконец подошло время — 26 сентября 1947 года, утро, — кораблик потихоньку перенес нас из мира к святоименной Горе: так сказать, от берега временности к противоположному берегу вечности».
Таким образом, в возрасте 19 лет поселился на Афоне. Как писал об этом сам Ефрем: «Мне было девятнадцать лет когда вступил я на путь к уделу Богородицы, ко Святой Горе. Путь этот к монашескому житию указала мне добродетельная и монахолюбивая моя мать, ныне монахиня Феофания». Стал послушником старца Иосифа Исихаста, известного как безмолвника и пещерника.
В общине старца Иосифа Яннакис оказался самым молодым. Жизнь в ней была суровой и мало утешительной с материальной точки зрения, зато изобиловала утешениями духовными: «Я познал его как истинного богоносца. Превосходный духовный стратег, опытнейший в брани против страстей и бесов. Невозможно было человеку, каким бы страстным он ни был, пробыть рядом с ним и не исцелиться. Только бы он был ему послушен». Рядом со своим наставником отец Ефрем провел двенадцать лет до смерти Иосифа Исихаста.
После отец Ефрем со своими учениками жил в келии св. Артемия в Провате. В 1973 году иеромонаха Ефрема избрали в настоятели одного из старинных афонских монастырей — обители преподобного Филофея. Отец Ефрем сразу после перевода в Филофей ввел в монастыре практику и устав Иосифа Исихаста. Этот устав отличается от устава других афонских монастырей. Заботами архимандрита Ефрема и по его благословению от неё «отпочковались» несколько групп его учеников, возродивших монашескую жизнь ещё в целом ряде афонских монастырей. Обители, принявшие устав преподобного Иосифа, стали называться «филофеевскими». На Афоне таких монастыря четыре: Филофей, Ксиропотам, Костамонит и Каракалл.
В 1979 году архимандриту Ефрему потребовалось сделать хирургическую операцию. Тогда его духовные чада из Канады предложили сделать операцию в Канаде. Операция прошла успешно. Больше месяца архимандрит Ефрем пробыл в Северной Америке, встречаясь с представителями греческой диаспоры и духовно окормлял их. За это время он убедился, что духовная жизнь в греческой эмигрантской среде пришла в полный упадок: люди долгое время пребывали без исповеди, коснели в тяжких грехах, приходили к причастию совершенно неготовыми, отвыкали от благочестивой православной жизни, забывали национальные греческие традиции.
Американские и канадские греки, почувствовав огромную духовную пользу от общения со старцем, стали писать ему трогательные письма; они звали его приехать снова, прося не бросать их. Архимандрит Ефрем сжалился над ними и стал ездить в Америку все чаще и чаще. Сначала он посещал Канаду: Торонто, Ванкувер, Монреаль; потом его стали приглашать в США. Такие визиты в США и Канаду стали носить регулярный характер. В конце концов протат Святой Горы предупредил его, что так продолжаться не может, и надо выбрать: или Святая Гора, или Америка. Он решил переехать в США — для духовного окормления своей паствы и возрождения духовной жизни в греческих общинах Северной Америки, вверив монастырь Филофей одному из членов своего братства.

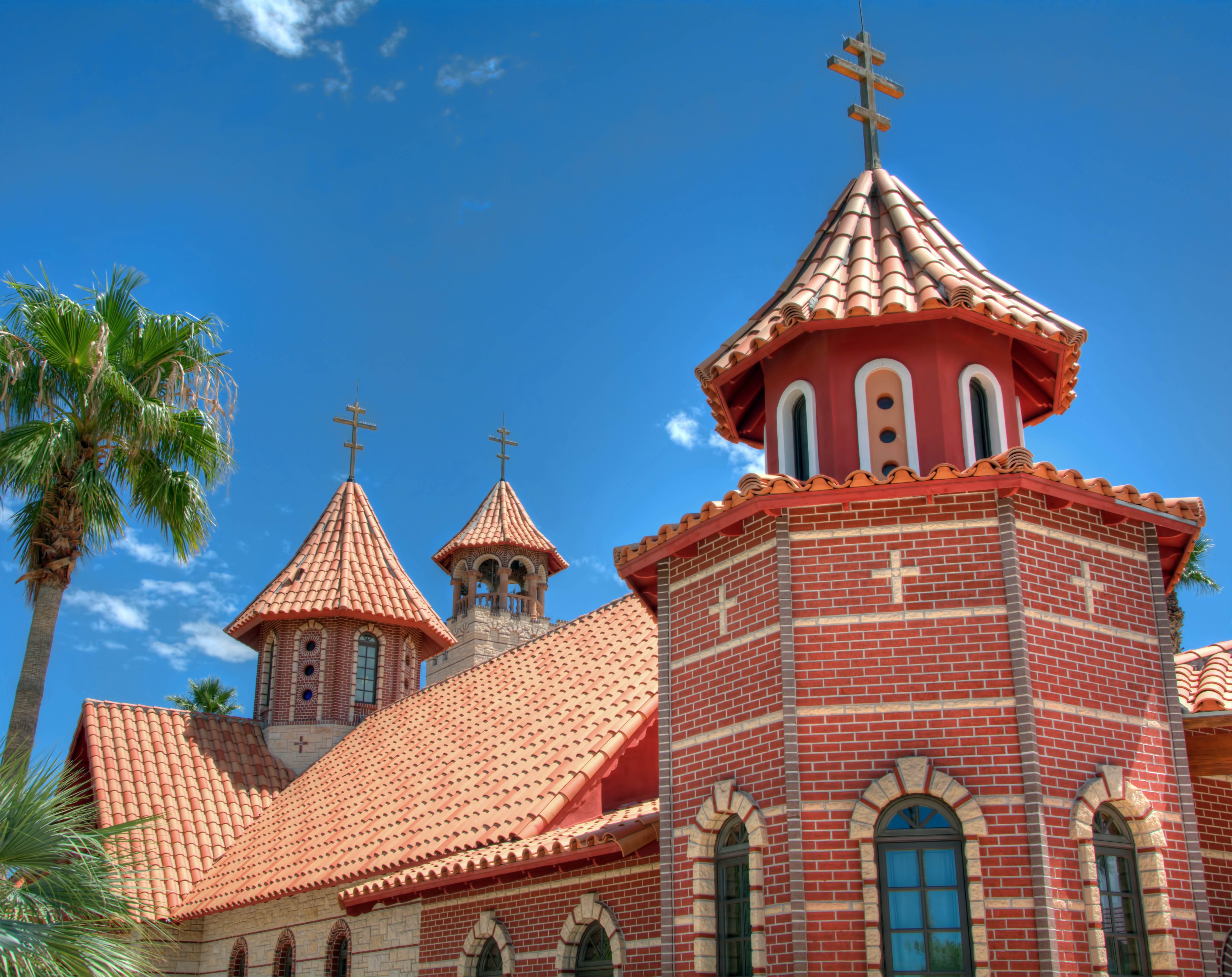
Монастырь преподобного Антония Великого

Первое время Синод Американской архиепископии Константинопольского Патриархата не принимал архимандрита Ефрема, и он был вынужден обратиться за помощью в Русскую Православную Церковь Заграницей. Как вспоминает сам старец Ефрем: «Меня здесь приняли с великой любовью и искренним пониманием». Более года отец Ефрем находился в лоне РПЦЗ — до тех пор, пока Константинопольский патриарх не взял под свое личное покровительство знаменитого афонского старца и вопрос о его юрисдикции и полномочиях не был решен в его пользу. Ему было дано исключительное право открывать монастыри на территории Канады и США по его личному усмотрению.
В основу миссионерской деятельности старец Ефрем положил открытие православных мужских и женских монастырей, которые становились духовными центрами. Первым, в 1989 году, был учреждён женский монастырь Рождества Пресвятой Богородицы в Пенсильвании, возле города Питтсбурга. В 1995 году архимандрит Ефрем основал в пустыне в штате Аризона обитель в честь преподобного Антония Великого, где поселился сам. Всего же его попечением в Америке и Канаде было устроено восемнадцать мужских и женских монастырей.
Скончался в монастыре святого Антония 7 декабря 2019 года.

## Оценки
Мы, американские архиереи и иереи, в течение семидясити лет хотели привлечь народ в Церковь проведением фестивалей. То есть мы устраивали праздники и гуляния, угощали людей напитками, едой и развлечениями. Мы забыли о молитве, исповеди, постах, чётках — обо всём том, что составляет Предание нашей Церкви. Мы даже препятствовали созданию монастырей, так как полагали, что в них нет необходимости, и они не могут ничего дать нашей Церкви. И вот пришел малюсенький человек, без мирского образования и богословских дипломов, без новаторских и смелых идей (которые в изобилии были у нас) и напомнил нам о самом главном — нашем Православном Предании. Он не звал на танцы и развлечения, а призывал к посту и участию в многочасовых бдениях. И люди откликнулись на его призыв, пришли к старцу и поддержали его. Число приходящих к отцу Ефрему не поддается описанию. Америка, стремившаяся к выходу из тупика культуры потребления и рабства материальным ценностям через различные общественные течения (например, хиппи) и восточные религии, открыла для себя подлинное неискаженное христианство — Православие.
— Антоний Мосхонас, настоятель православного храма в городке Тусан
По словам первоиерарха РПЦЗ митрополита Илариона (Капрала): «помню, среди греческих иереев в Америке наблюдалось увлечение модернизмом, так что священники даже сбривали себе бороды. <…> Слава Богу, возобладало осознание того, что надо соблюдать традиции Церкви. Сейчас смотришь, все-таки и ранее бритые пастыри вернули себе образ, соответствующий сану. Во многом греков вдохновляет и пример старца Ефрема Филофейского. Его духовный авторитет в Америке сильно ощутим. Особенно среди молодых священников и прихожан Греческой Православной Церкви».

## Труды
- Моя жизнь со Старцем Иосифом / Перевод с греч. и примечания архимандрита Симеона (Гагатика). — Ахтырский Свято-Троицкий монастырь, 2018. — 496 с. + вклейка. — ISBN 978-966-2503-17-3

Проповеди и беседы:
- Искусство спасения. Т.1: беседы / старец Ефрем, игум. монастыря Филофей на Святой Горе Афон; (пер. с новогреч. А.Л.Данилин). - М.: Святая Гора, 2013 - 480с. ISBN 978-5-902315-14-8, ISBN 978-966-2766-08-0
- Искусство спасения.Беседы. Т.2 / Старец Ефрем Филофейский (пер. с греч. В.В. Василиска под ред. М. А. Григорьевой и Монастыря Филофей Святой Горы Афон). - М.: Святая Гора, 2021 - 384с.: ил. ISBN 9785907554986, ISBN 978-5-4465-3459-3
- Старец Ефрем Аризонский. Беседы и письма. Т.1. О молитве и трезвении. - СТСЛ, 2022. - 376с. ISBN 978-5-00009-238-5